# Camille Chevillard
Camille Chevillard (París, 14 d'octubre de 1859 - 30 de maig de 1923) fou compositor i director d'orquestra francès.
Estudià en el conservatori de la seva ciutat nadiua i casa amb la filla del cèlebre director Lamoreux, al que succeí en la direcció de la societat de concerts fundada per aquell, fou professor de conjunt instrumental del Conservatori de París on tingué entre altres alumnes en Suzanne Chaigneau, Paul Paray. Va escriure algunes composicions per a cant i piano, 6 obres de música de cambra, una balada simfonica per a orquestra (1889), el poema simfònic La chéne et la roseau (1891), una fantasia simfonica i la música d'escena pel drama La Roussalka, d'Eduard Schuré (1903). Méthode compléte de violoncelle i algunes peces per aquest instrument.